# Marketing i veštačka inteligencija
Oblasti marketinga i veštačke inteligencije konvergiraju se u sisteme koji pomažu u oblastima kao što su predviđanje tržišta, automatizacija procesa i donošenja odluka, uz povećanu efikasnost zadataka koje bi obično obavljali ljudi. Nauka koja stoji iza ovih sistema može se objasniti kroz neuronske mreže i ekspertske sisteme, kompjuterske programe koji obrađuju ulazne podatke i obezbeđuju vredne rezultate za trgovce.
Sistemi veštačke inteligencije koji proizilaze iz tehnologije društvenog računarstva mogu se primeniti za razumevanje društvenih mreža na Vebu. Tehnike rudarenja podataka mogu se koristiti za analizu različitih tipova društvenih mreža. Ova analiza pomaže marketeru da identifikuje uticajne aktere ili čvorove unutar mreža, informacije koje se onda mogu primeniti da bi se zauzeo pristup društvenom marketingu.